# Santa Cruz (La Unión)
Santa Cruz es un pueblo peruano ubicado en el distrito de La Unión, perteneciente a la provincia y departamento de Piura, al norte del Perú. 

## Ubicación
Santa Cruz se ubica al suroeste de la provincia de Piura, en el distrito de La Unión, en el departamento de Piura.

## Demografía
En 2017 Santa Cruz tenía una población de 1228 habitantes.
| Gráfica de evolución demográfica de Santa Cruz entre 1993 y 2017 |
|                                                                  |
| Fuentes: Población 1993 y 2017                                   |